# Le bagnanti (Courbet)
Le bagnanti (Les Baigneuses) è un dipinto realizzato da Gustave Courbet nel 1853. L'opera fece scandalo al Salone di quell'anno per il suo carattere decisamente provocatorio, dato che Courbet aveva deciso di distinguersi dalla produzione ufficiale tramite le opere da lui inviate. Il quadro fu attaccato unanimemente dalla critica per l'ambientazione negletta della scena e l'aspetto massiccio del nudo in opposizione ai canoni ufficiali. L'acquisto da parte di Alfred Bruyas, collezionista e amico di Courbet, permise all'artista di diventare indipendente a livello finanziario e artistico. L'opera fa parte delle collezioni del museo Fabre di Montpellier.

## Storia
Il pittore ebbe finalmente i suoi primi successi in Francia, fino in Belgio e in Germania. Alcune persone in vista del nuovo regime francese, la seconda Repubblica, comprarono le sue opere. Dopo aver ricevuto una medaglia, non venne più rifiutato al Salone ufficiale di Parigi. Dall'estate del 1852, si dedicò al nudo, dopo i primi approcci con La baccante (1847 circa) e soprattutto con La bionda addormentata (1849, collezione privata).
Intorno al 13 maggio 1853, Courbet, all'età di 34 anni circa, scrisse così ai suoi genitori:
L'opera, però, fece scandalo al Salone successivo che aprì il 15 marzo 1853. Se non disse nulla ai suoi genitori, volendoli rassicurare, ricordandosi il loro pudore e dicendo di averli ascoltati, e quindi ricoprendo in parte le natiche della figura centrale, disse loro inoltre che voleva far parlare di sé. Si racconta che l'imperatrice Eugenia de Montijo, in visita al Salone, vide dapprima il Mercato dei cavalli di Rosa Bonheur, nel quale erano presenti dei cavalli di razza percheron (e quindi abbastanza robusti). Una volta giunta davanti alle Bagnanti, si chiese stupita se anche quella che aveva davanti agli occhi fosse una cavalla di questa razza.
Venne acquistato per la somma di 3000 franchi d'oro dal collezionista Alfred Bruyas, con il quale Courbet sarà amico e nel quale troverà un mecenate. Questo acquisto permise all'artista di affermare la sua indipendenza sia finanziaria che artistica. Dal 1868 il quadro fa parte delle collezioni del museo di Montpellier.

## Descrizione

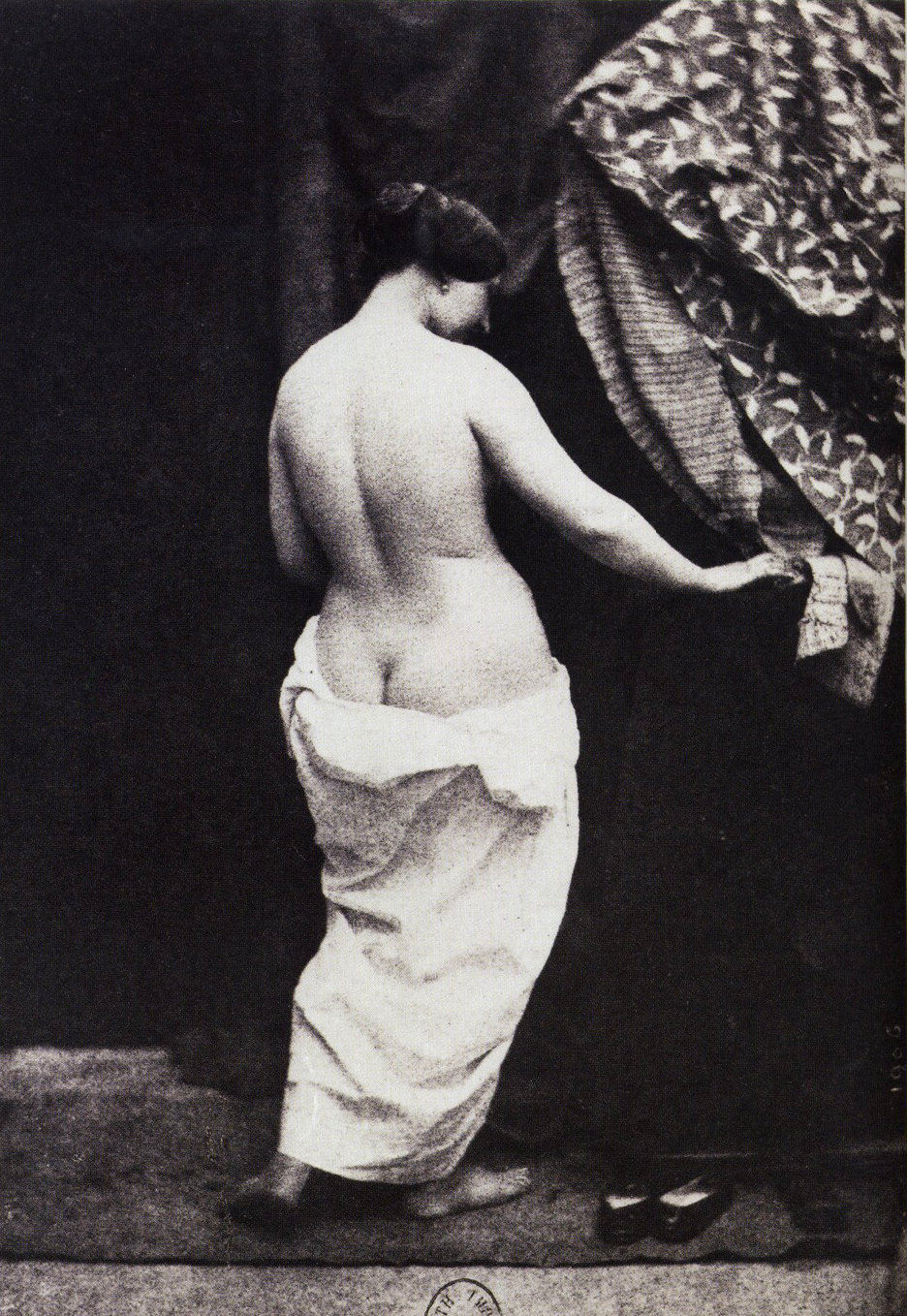
Uno studio di nudo realizzato dal fotografo Julien Vallou de Villeneuve, dal quale Courbet trasse ispirazione per la figura centrale.

Mentre il cielo si intravede appena, due donne si stagliano in mezzo a una vegetazione densa: la prima, che esce dall'acqua, una figura centrale e massiccia, vista di schiena, con le natiche coperte in parte da un panno bianco tenuto in una mano, sembra rivolgere un saluto alla seconda: quest'ultima è seduta e potrebbe essere in procinto di svestirsi (uno dei suoi piedi è nudo e sporco) e di seguire l'esempio dell'amica. Per la prima bagnante, Gustave Courbet potrebbe essersi rifatto a degli studi fotografici di nudo realizzati da Julien Vallou de Villeneuve, un fotografo specializzato in questo genere. Il primo piano del dipinto (l'acqua, la riva, le rocce grandi, l'erba mista ai ciottoli) presenta una zona gialla e sabbiosa che sfuma nell'ombra. Le vesti della donna in piedi sono appese ai rami di un albero a sinistra. All'orecchio quest'ultima porta un orecchino dorato e i suoi capelli neri sono raccolti in un cignone. Il viso della donna seduta sembra esprimere una sorta di imbarazzo, in quanto le sue guance sono rosse e, nell'appoggiarsi a un ramo, fa un gesto.
La scena si svolge in campagna, sulle rive di un corso d'acqua calmo, forse in estate, quando il caldo spinge queste donne a rinfrescarsi.
L'artista ha dipinto in basso a destra la sua firma su un sasso piccolo, come pure la data.

## Accoglienza
Il dipinto, che venne collocato molto bene in una delle sale, all'altezza degli occhi del pubblico (cosa che non avvenne per i Lottatori, l'altro nudo curbettiano di quel Salone, pendant delle Bagnanti), venne attaccato all'unanimità dalla critica per: l'ambientazione negletta della scena e il nudo femminile centrale, troppo lontano dai canoni ufficiali, o meglio, dai nudi che si realizzavano allora. Se si dà un'occhiata alle donne denudate dipinte in linea con le correnti neoclassica e romantica, si osservano in effetti delle grandi differenze. Il problema qui non è tanto il nudo in sé, quanto il trattamento, il punto di vista dell'artista. Il critico e poeta Théophile Gautier scrisse ne La Presse del 21 luglio, a proposito delle Bagnanti: "Immaginatevi una sorta di Venere ottentotta che esce dall'acqua e che rivolge allo spettatore una groppa mostruosa e costellata di fossette alla fine delle quali non manca che la guarnizione della passamaneria." Gautier evoca Venere, una figura mitologica che personifica la bellezza, nel senso classico, che qui oppone all'Africa, al selvaggio, a tutto quello che per lui non era la civiltà; disse anche che la nudità velata finiva per rivelare, e dunque generare, più di quanto non nascondesse. Lo sguardo del critico esprime bene ciò che divise l'opinione, altrove Gautier parla di decadenza, di laidezza.
Qui Courbet ruppe i codici di rappresentazione, la gerarchia dei generi e quindi urta il buon gusto: ci si allontana dai nudi idealizzati di Ingres o di Louis David, si entra nell'epoca moderna. Egli scelse di mostrare delle persone semplici, di campagna, delle donne che conosceva bene, quelle della sua Franca Contea. Questo lato locale scioccò ugualmente l'opinione pubblica, quella delle città. Tuttavia, non è la prima volta che gli artisti raffiguravano la vita quotidiana rurale: i fratelli Le Nain facevano lo stesso agli inizi del diciassettesimo secolo (i suoi contadini guardano lo spettatore, posano), come certi artisti dell'età dell'oro della pittura neerlandese, senza parlare dei fiamminghi. Quello che fa scandalo qui è l'irruzione di quello che l'opinione pubblica chiama "il volgare" in un contesto sacralizzante come l'arte; fa scandalo il formato smisurato, d'abitudine riservata all'arte religiosa, alle divinità, ai grandi ritratti dei principi. E poi l'epoca era profondamente cattolica; l'industrializzazione e l'imborghesimento delle città generarono una nuova popolazione che allo stesso tempo rifiutava il mondo rurale e lo idealizzava in una sorta di visione panteista.

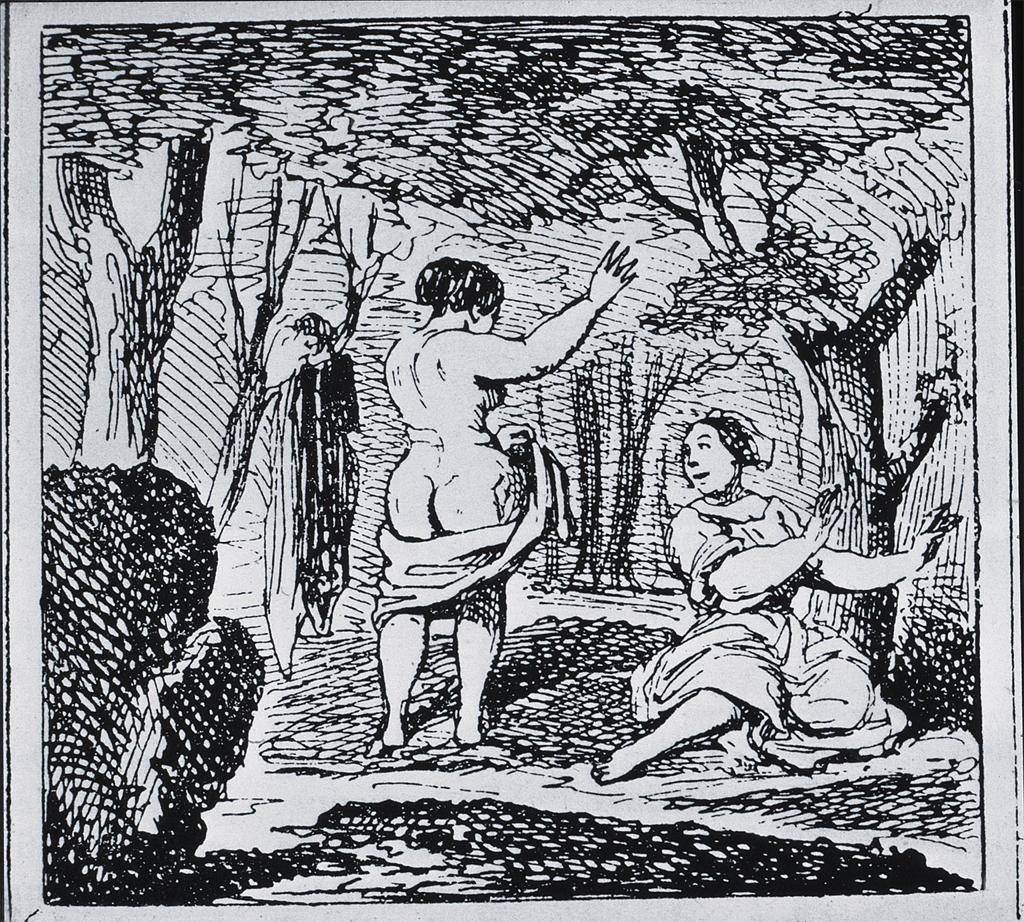
Una caricatura dell'opera realizzata da Amedée de Noé, o Cham, nel 1854.

In una lettera polemica rivolta, come per provocazione, a George Sand, e pubblicata ne L'Artiste il 2 settembre 1855, il critico Jules Champfleury, sul punto di rompere con il pittore per la prima volta, si permise di citare il filosofo Pierre-Joseph Proudhon, che ne La filosofia del progresso (1853) scriveva:
Courbet e Proudhon si trovavano nello stesso angolo della Francia e si conoscevano, ma questo testo rivela un malinteso del quale l'artista si districherà in seguito: non voleva passare la sua vita a dipingere i campagnoli o ad offendere i borghesi. La tela fu anche caricaturata dal disegnatore Cham per Le Charivari.
Con questo quadro provocatorio, presto seguito da altri capolavori, Gustave Courbet si pone alla guida di una corrente che si chiamerà "realismo". Egli aprì la porta della pittura alla modernità.